# SuperGulp!
SuperGulp! Fumetti in TV è stato un programma televisivo dedicato al mondo dei fumetti trasmesso nel 1972 e poi dal 1977 al 1981, sul Secondo Canale della RAI; venne ideato da Guido De Maria e Giancarlo Governi, con le musiche di Franco Godi (Supergulp e Giumbolo). Per la prima serie, nel 1972, la trasmissione aveva il titolo GULP! - I Fumetti in TV.
I "fumetti in TV" originariamente non erano cartoni animati, ma immagini statiche di fumetti riprese e trasmesse in successione, come se si stesse leggendo un fumetto, mantenendo le nuvolette con le battute dei personaggi che venivano lette da doppiatori. Al programma collaborarono noti autori del fumetto e del cartone animato italiano di quel periodo come Bonvi, Bruno Bozzetto, Hugo Pratt, Silver e Sergio Bonelli; dal 1977 vennero inclusi nella trasmissione anche i cartoni animati dei supereroi della Marvel Comics prodotti dalla Grantray-Lawrence Animation e dalla Hanna & Barbera.
Il successo portò nel 1978 alla pubblicazione di una omonima rivista a fumetti edita da Mondadori, nella quale oltre ai personaggi comparsi nel programma televisivo (Nick Carter, Uomo Ragno, Fantastici Quattro), erano presenti altri fumetti italiani e stranieri inediti sullo schermo.
La serie, nonostante il grande successo, venne interrotta per decisione degli autori nel 1981, quando l'arrivo in Italia degli anime spostò l'attenzione su un diverso genere di cartoni animati e si preferì chiudere senza aspettare un eventuale calo di consensi.

## Storia
In origine, tra il 1969 e il 1971 Governi, giornalista e allora responsabile del reparto programmi speciali della Rai aveva iniziato a sviluppare l'idea di un programma, ispirato da un carosello di Paul Campani, che portasse letteralmente i fumetti in TV. Contattò quindi lo studio di Guido De Maria, ed insieme a Bonvi, iniziarono a realizzare Gulp! la realizzazione dei filmati e del montaggio fu affidata alle case di produzione cinematografiche di Modena, la Bignardi Films di Secondo Bignardi e la Cartoncine, di Giovanni Parenti e Renato Berselli.
Il programma fu trasmesso dal 14 settembre al 7 dicembre 1972 in 12 puntate, per cui Bonvi, insieme al regista De Maria, creò ex novo il personaggio di Nick Carter. La Bignardi Film con la regia e animazioni di Secondo Bignardi realizzo le due sigle di apertura, Gulp! del 1972 e SuperGulp! del 1977. Successivamente, dal marzo 1977 al 1981, il programma ritornò come SuperGulp!, arricchito da nuovi fumetti e soprattutto a colori.
La trasmissione divenne subito un vero e proprio cult, raggiungendo l'83% di indice di gradimento, ed ebbe il merito di far conoscere ad un vasto pubblico il mondo dei fumetti. Il regista, Guido De Maria, ricevette nel 1979 per Supergulp! il premio della regia televisiva (settore delle trasmissioni per ragazzi).

### Gulp!
La prima puntata di Gulp! trasmessa il giovedì 14 settembre 1972 alle 21.15 su Rai 2 (allora Secondo Canale) si apre con una presentazione di Cochi e Renato, che fanno da padrini alla trasmissione.
In scaletta: Nick Carter di Bonvi e De Maria ed il Signor Rossi di Bruno Bozzetto, che costituiscono l'asse portante dell'intero programma, rispettivamente con 10 e 6 episodi. Altri protagonisti del programma: Le ciccione volanti di Walter Faccini (2 episodi), La secchia rapita di Pino Zac, L'incontro de li sovrani di Paolo Di Girolamo, La famiglia Spaccabue di Jacovitti.
Gulp! chiude i battenti il 7 dicembre 1972 con la 12ª puntata, protagonista Corto Maltese con la regia di Secondo Bignardi.

### SuperGulp! Fumetti in TV
Dopo una pausa di oltre quattro anni, il programma riprende martedì 15 marzo 1977 alle 20.40 con il titolo SuperGulp! Fumetti in TV, a colori. Nick Carter ed i suoi aiutanti sono elevati al rango di presentatori della trasmissione.
Protagonisti della serie diventano: Nick Carter, Tintin, Alan Ford, Sturmtruppen, Corto Maltese, i Fantastici Quattro, L'uomo ragno, Jak Mandolino, Jonny Logan. Inoltre vengono trasmesse due interviste: Stan Lee (ideatore dei personaggi della Marvel) e Hugo Pratt.
La prima serie di SuperGulp! Fumetti in TV si chiude il 21 luglio 1977 per un totale di 15 puntate. Il programma ha grande successo e viene replicato nella stagione successiva dal 4 ottobre al 28 ottobre 1977.
Una nuova serie di SuperGulp! Fumetti in TV inizia il 4 maggio 1978. Ai protagonisti si aggiungono: Cocco Bill, Mandrake il mago, Cino e Franco, Lupo Alberto, Thor (tratto dal contenitore The Marvel Superheroes), l'Uomo mascherato, Rip Kirby. La serie comprende 15 puntate fino al 28 settembre 1978.

### Buonasera con... Supergulp!
La serie cambia il titolo in Buonasera con... Supergulp! Girandola di 15 eroi di carta e viene trasmessa sulla Rete 1 in 20 puntate quotidiane a partire dal 12 febbraio 1979. Si aggiungono ancora altri protagonisti: Asterix, Tex Willer, Marzolino Tarantola.
Nuova serie nuovamente di 20 puntate dal 16 marzo 1981. Nuovi personaggi: Beetle Bailey, Barney Google, Krazy Cat, Charlie Brown, Sturmtruppen.

## Contenuti

### Prima serie
Per la prima serie, la trasmissione (con il titolo di Gulp!) andò in onda in 12 puntate trasmesse in prima serata sul Secondo Canale RAI dal 14 settembre al 7 dicembre 1972 con due fumetti a sera, tranne che per la dodicesima ed ultima puntata quando ne andò in onda uno solo (Corto Maltese), più lungo e per la 4ª, quando ne andarono in onda tre.
- Nick Carter, di Bonvi e Guido De Maria (puntate 1/11)
- Il Signor Rossi, di Bruno Bozzetto (puntate 1/3 e 9/11)
- Le ciccione volanti, di Faccini e Metz (puntate 4 e 8)
- La secchia rapita, di Pino Zac da La secchia rapita di Alessandro Tassoni (puntata 5)
- Superzia, di Paul Campani (puntata 4)
- L'incontro de li sovrani, di Paolo Di Girolamo dall'omonima poesia di Trilussa (puntata 6)
- La famiglia Spaccabue, di Jacovitti (puntata 7)
- Corto Maltese, di Hugo Pratt (puntata 12) Regia di Secondo Bignardi

### Seconda serie
Per la seconda serie, la trasmissione (con il titolo di SuperGulp! e questa volta a colori) andò in onda in 15 puntate trasmesse in prima serata sul Secondo Canale RAI dal 15 marzo al 21 luglio 1977 con tre fumetti a sera, tranne che per la 6ª (quando ne furono trasmessi quattro) e per le puntate 7 e 10 in cui furono trasmesse due interviste, rispettivamente a Stan Lee e Hugo Pratt. La trasmissione era presentata da Nick Carter con i suoi aiutanti Patsy e Ten.
- Tintin, di Hergé (puntate 1/6 e 9/15)
- Nick Carter, di Bonvi e Guido De Maria (puntate 1, 3, 4, 6, 8, 12, 14 e 15)
- L'uomo ragno, di Stan Lee e Steve Ditko (puntate 2, 5, 8, 9, 11, 13 e 15)
- Fantastici Quattro, di Stan Lee e Jack Kirby (puntate 1, 3, 6, 7, 12 e 14)
- Corto Maltese, di Hugo Pratt (puntate 5, 6, 9 e 10) Regia di Secondo Bignardi
- Alan Ford e il Gruppo TNT, di Max Bunker (puntate 2, 4 e 8)
- Jak Mandolino, di Jacovitti (puntate 7, 10 e 13)
- Jonny Logan, di Romano Garofalo e Leo Cimpellin (puntata 11)

### Terza serie
La terza serie andò in onda (sempre con il titolo di SuperGulp! e sempre presentata da Nick Carter e i suoi amici, sigla animata e diretta sempre da Secondo Bignardi) in striscia quotidiana alle ore 19 sempre sul Secondo Canale in 15 puntate dal 4 ottobre al 28 ottobre 1977. Furono trasmessi episodi nuovi dei personaggi tradizionali e qualche replica delle precedenti avventure, così come furono replicate le due interviste andate in onda nella seconda serie.

### Serie successive
Supergulp andò ancora in onda fino al 1981 per altre tre serie, la quarta di 15 puntate in prima serata (dal 4 maggio al 28 settembre 1978) e la 5ª e la 6ª (intitolate Buonasera con Supergulp!) in 20 puntate nella striscia quotidiana preserale alle 19:05 sempre su Rai 2. Apparvero i seguenti nuovi personaggi:
- Asterix di René Goscinny e Albert Uderzo
- Barney Google di Billy DeBeck
- Beetle Bailey di Mort Walker
- Charlie Brown di Charles M. Schulz
- Cino e Franco di Lyman Young
- Cocco Bill di Jacovitti
- Giumbolo di Guido De Maria
- Krazy Kat di George Herriman
- Lupo Alberto di Silver
- Mandrake di Lee Falk e Phil Davis
- Marzolino Tarantola di Bonvi
- Peanuts di Charles M. Schulz
- Rip Kirby di Alex Raymond
- Sturmtruppen di Bonvi
- Tex di Gianluigi Bonelli e Aurelio Galleppini
- Thor (tratto da The Marvel Superheroes), di Stan Lee e Jack Kirby
- L'uomo mascherato di Lee Falk e Ray Moore (animazioni di Gibba)

## Doppiaggio 1ª e 2ª serie

### Nick Carter
| Personaggio           | Doppiatore italiano                                                                        |
| --------------------- | ------------------------------------------------------------------------------------------ |
| Nick Carter           | Carlo Romano (1ª voce, molti episodi) Stefano Sibaldi (2ª voce) Giuseppe Rinaldi (3ª voce) |
| Patsy                 | Silvio Spaccesi                                                                            |
| Ten                   | Giorgio Ariani                                                                             |
| Stanislao Moulinsky   | Mario Mattioli (1ª voce) Guido De Maria (2ª voce)                                          |
| Bartolomeo Pestalozzi | Guido De Maria                                                                             |
| Narratore             | Vittorio Cramer                                                                            |

### Alan Ford e il Gruppo TNT
| Personaggio  | Doppiatore italiano |
| ------------ | ------------------- |
| Alan Ford    | Renato Cortesi      |
| Patsy        | Carlo Romano        |
| La Cariatide | Antonio Guidi       |
| Conte Oliver | Arturo Dominici     |

### Mandrake
| Personaggio | Doppiatore italiano |
| ----------- | ------------------- |
| Mandrake    | Fiorenzo Fiorentini |
| Lothar      | Elio Zamuto         |
| Narda       | Sara Di Nepi        |

### Corto Maltese
| Personaggio   | Doppiatore italiano |
| ------------- | ------------------- |
| Corto Maltese | Gigi Pirarba        |
| Evelyn        | Cristina Grado      |

### Il signor Rossi
| Personaggio     | Doppiatore italiano |
| --------------- | ------------------- |
| signor Rossi    | Gianni Magni        |
| vari personaggi | Carlo Bonomi        |

### Lupo Alberto
| Personaggio      | Doppiatore italiano |
| ---------------- | ------------------- |
| Lupo Alberto     | Oreste Lionello     |
| Marta            | Sandra Milo         |
| Enrico, la talpa | Willy Moser         |

EPISODI INEDITI (home video e DVD)
| Personaggio                 | Doppiatore italiano |
| --------------------------- | ------------------- |
| Lupo Alberto                | Riccardo Mazzoli    |
| Mosè                        | Pietro Ubaldi       |
| Alcide, il maiale           | Pietro Ubaldi       |
| Enrico, la talpa            | Riccardo Rovatti    |
| Cesira, la moglie di Enrico | Marlene De Giovanni |
| Marta                       | Marlene De Giovanni |
| Alice                       | Marlene De Giovanni |
| Mamma                       | Marlene De Giovanni |

### Cocco Bill
| Personaggio | Doppiatore italiano |
| ----------- | ------------------- |
| Cocco Bill  | Franco Latini       |

### Jak Mandolino
| Personaggio     | Doppiatore italiano |
| --------------- | ------------------- |
| Jak Mandolino   | Franco Latini       |
| Pop Korn        | Franco Latini       |
| Vari personaggi | Gianfranco D'Angelo |

### Sturmtruppen
| Personaggio     | Doppiatore italiano                   |
| --------------- | ------------------------------------- |
| Narratore       | Franco Latini                         |
| vari personaggi | Franco Latini Gino Pagnani Gigi Reder |

### Cino e Franco
| Personaggio | Doppiatore italiano |
| ----------- | ------------------- |
| Cino        | Simona Izzo         |
| Franco      | Simona Izzo         |

### La famiglia Spaccabue
| Personaggio        | Doppiatore italiano |
| ------------------ | ------------------- |
| Carletto Spaccabue | Franco Latini       |
| Commendatore       | Franco Latini       |

## Sigle
- 1972 - Crash Bang Gulp!
- 1977 - Supergulp
- 1978 - Giumbolo
- 1978 - Supergulp n. 2
- 1981 - Giumbolando

Tutti i brani sono stati realizzati da Franco Godi e Guido De Maria e interpretati da Jona.

## Edizioni home video
Dal 16 gennaio al 1º maggio 2009 è stato possibile acquistare tutti i venerdì di ogni settimana con La Gazzetta dello Sport 16 DVD, in cui erano contenuti alcuni fumetti in TV di Supergulp, con degli extra e dei libretti allegati.
È stata una riedizione quasi integrale perché in pratica tutto il materiale rimasto è stato inserito nella collana. Se qualcosa manca, è perché andato perso o perché non è stato possibile ottenerne i diritti. Inoltre, gli episodi sono stati rimontati in ogni DVD per creare una puntata nuova, alla quale si aggiungono i bonus Gulp!, le interviste e i dietro le quinte.
Dal 29 novembre 2010 al 21 marzo 2011 la serie è ritornata in edicola con una ristampa di 17 DVD arricchiti di ulteriore materiale inedito che non era stato possibile inserire nella prima stampa.

## Merchandising
Dal 1978 al 1979 la casa editrice Arnoldo Mondadori pubblicò una testata per ragazzi per 36 numeri. Nel formato di rivista contenitore presentava alcuni personaggi protagonisti dei cortometraggi trasmessi come Nick Carter Story e Cattivik di Bonvi, Parallelo 5 di Attilio Micheluzzi, Steve Vandam di Giancarlo Alessandrini, Allan Quatermain di Alfredo Castelli e Fabrizio Busticchi, Billy Brady di Giorgio Trevisan, Old Story di Paolo Ongaro e storie di genere bellico scritte e disegnate da Gino D’Antonio e Ferdinando Tacconi oltre a personaggi dei fumetti stranieri come l’Uomo Ragno e i Fantastici Quattro (ma con storie appositamente realizzate su licenza Marvel da autori italiani, tra cui Giorgio Montorio e Giancarlo Malagutti; da notare che in alcune storie Mr Fantastic veniva chiamato inspiegabilmente Red invece che Reed e il nome della Donna Invisibile era riportato come Jane anziché Susan) e altre opere estere tradotte, come Doc Justice di Jean Ollivier e Carlo Raffaele Marcello, Mortadelo y Filemón di Francisco Ibáñez, Ernie Pike di Héctor Oesterheld e Hugo Pratt e molte altre. Oltre ai fumetti, la rivista presentava inoltre redazionali, articoli su vari argomenti (principalmente di carattere sportivo) vignette e rubriche di curiosità.
Sempre nel 1978, la Mondadori pubblico Il SuperSuperGulp!, libro a colori con storie di Nick Carter, L'Uomo Ragno (Il Mago, di Stan Lee e Ross Andru), Asterix (Le 12 fatiche di Asterix, di René Goscinny e Marcel Uderzo), Fantastici Quattro (Terrore al Campus, di Stan Lee e Jack Kirby), Alan Ford e il Gruppo T.N.T., Tex (La Freccia Della Morte, di Giovanni Luigi Bonelli e Aurelio Galeppini), e il Mitico Thor (Le origini del Dottor Blake, di Stan Lee e Jack Kirby). 